# Alma (pigenavn)
 For alternative betydninger, se Alma. (Se også artikler, som begynder med Alma)
Alma er et pigenavn, der betyder "den hulde" (hengiven, yndig) på latin og "sjæl" på spansk. Lidt flere end 2.000 danskere bærer navnet ifølge Danmarks Statistik og er blevet et modenavn i de seneste årtier. Navnet blev stort set ikke givet til nyfødte børn i 1980'erne, men er i de seneste par år givet til 200 nyfødte eller flere pr. år.
Alma's svenske navnedag er 8. September.

## Kendte personer med navnet
- Alma Hinding, dansk skuespiller.
- Alma Maria Schindler, østrigsk selskabsdame.

## Navnet anvendt i fiktion
- Alma er en figur i Astrid Lindgrens bøger om Bulderby og Emils mor i Emil fra Lønneberg.